# André Daina
André Daina (Buttes, 1940. július 8. –) svájci labdarúgó, nemzetközi labdarúgó-játékvezető.

## Pályafutása

### Labdarúgóként
Fiatal korában ismerkedett meg a labdarúgással. 1960–1962 között az FC Cantonal Neuchâtel, 1962–1964 között a Young Boy Bern, a Servette FC, 1966–1969 között a FC Xamax, 1969–1971 között a FC Lausanne-Sport és 1971–1972 között a Yverdon-Sport FC egyesületekben csatár poszton játszott. 1963–1965 között négy alkalommal volt a Svájci labdarúgó-válogatott tagja.

### Nemzeti játékvezetés
Játékvezetői vizsgáját követően a Val de Traversi Labdarúgó-szövetség által üzemeltetett labdarúgó bajnokságokban kezdte sportszolgálatát[forrás?]. A Svájci labdarúgó-szövetség Játékvezető Bizottságának (JB) minősítésével a Challenge League, majd 1974-től a Super League játékvezetője. Küldési gyakorlat szerint rendszeres partbírói szolgálatot is végzett. A nemzeti játékvezetéstől 1986-ban visszavonult.

#### Nemzeti kupamérkőzések
Vezetett kupadöntők száma: 1.

##### Svájci labdarúgókupa
| Időpont         | Helyszín               | Mérkőzés típusa | Mérkőzés                                   | Eredmény | Nézők száma |
| --------------- | ---------------------- | --------------- | ------------------------------------------ | -------- | ----------- |
| 1983. május 23. | Wankdorf stadion, Bern | döntő           | Grasshopper Club Zürich–Servette FC Genève | 2 – 2    | 31 000      |

### Nemzetközi játékvezetés
A Svájci labdarúgó-szövetség JB  terjesztette fel nemzetközi játékvezetőnek, a Nemzetközi Labdarúgó-szövetség (FIFA) 1976-tól tartotta nyilván bírói keretében. A FIFA JB központi nyelvei közül a németet beszéli. Több nemzetek közötti válogatott, valamintKupagyőztesek Európa-kupája, UEFA-kupa, Bajnokcsapatok Európa-kupája klubmérkőzést vezetett, vagy működő társának partbíróként segített. A svájci nemzetközi játékvezetők rangsorában, a világbajnokság-Európa-bajnokság sorrendjében többedmagával a 6. helyet foglalja el 10 találkozó szolgálatával. A nemzetközi játékvezetéstől 1986-ban visszavonult. Válogatott mérkőzéseinek száma: 13.

#### Labdarúgó-világbajnokság
Az U20-as, az 1979-es ifjúsági labdarúgó-világbajnokságon a FIFA JB bíróként foglalkoztatta.
| Időpont             | Helyszín              | Mérkőzés típusa              | Mérkőzés               | Eredmény | Nézők száma |
| ------------------- | --------------------- | ---------------------------- | ---------------------- | -------- | ----------- |
| 1979. augusztus 28. | Városi Stadion, Omiya | csoportmérkőzés (B. csoport) | Jugoszlávia –Argentína | 0 – 1    | 9 500       |
| 1979. szeptember 2. | Chuo Stadion, Kóbe    | egyik negyeddöntő            | Paraguay–Szovjetunió   | 2 – 2    | 8 500       |

---
Az 1982-es labdarúgó-világbajnokságon és az 1986-os labdarúgó-világbajnokságon a FIFA JB játékvezetőként alkalmazta. Selejtező mérkőzéseket az UEFA, CAF, valamint az AFC zónákban irányított. Ha nem vezetett mérkőzést, akkor működő társának partbíróként segített. A kor elvárása szerint az egyes számú partbíró játékvezetői sérülésnél átvette a mérkőzés vezetését. A Franciaország–Magyarország (3–0) csoporttalálkozón Carlos Silva Valente 2. számú segítőjeként szolgált. Világbajnokságon vezetett mérkőzéseinek száma: 1 + 1 (partbíró).

##### 1982-es labdarúgó-világbajnokság
| Időpont             | Helyszín                             | Mérkőzés típusa           | Mérkőzés          | Eredmény | Nézők száma |
| ------------------- | ------------------------------------ | ------------------------- | ----------------- | -------- | ----------- |
| 1981. szeptember 9. | Hampden Park Stadion, Glasgow        | előselejtező (6. csoport) | Skócia–Svédország | 2 – 0    | 81 511      |
| 1981. október 30.   | 1976. június 17. Stadion, Kaszentína | CAF zóna (döntő csoport)  | Algéria–Nigéria   | 2 – 1    | 60 000      |

##### 1986-os labdarúgó-világbajnokság

###### Selejtező mérkőzés
| Időpont              | Helyszín                    | Mérkőzés típusa           | Mérkőzés                     | Eredmény | Nézők száma |
| -------------------- | --------------------------- | ------------------------- | ---------------------------- | -------- | ----------- |
| 1984. október 17.    | De Kuip Stadion, Rotterdam  | előselejtező (5. csoport) | Hollandia–Magyarország       | 1 – 2    | 52 148      |
| 1985. május 12.      | Laugardalsvöllur, Reykjavík | előselejtező (7. csoport) | Izland–Spanyolország         | 1 – 2    | 10,410      |
| 1985. szeptember 27. | King Fahd Stadion, Taif     | AFC zóna                  | Irak–Egyesült Arab Emírségek | 1 – 2    | 4 175       |

###### Világbajnoki mérkőzés
| Időpont          | Helyszín                         | Mérkőzés típusa              | Mérkőzés             | Eredmény | Nézők száma |
| ---------------- | -------------------------------- | ---------------------------- | -------------------- | -------- | ----------- |
| 1986. június 11. | Universitario Stadion, Monterrey | csoportmérkőzés (F. csoport) | Anglia–Lengyelország | 3 – 0    | 23 000      |

#### Labdarúgó-Európa-bajnokság
Az 1980-as labdarúgó-Európa-bajnokságra és az 1984-es labdarúgó-Európa-bajnokságra az UEFA JB játékvezetőként foglalkoztatta.

##### 1980-as labdarúgó-Európa-bajnokság
| Időpont            | Helyszín              | Mérkőzés típusa           | Mérkőzés                | Eredmény | Nézők száma |
| ------------------ | --------------------- | ------------------------- | ----------------------- | -------- | ----------- |
| 1979. november 21. | Windsor Park, Belfast | előselejtező (1. csoport) | Észak-Írország–Írország | 1 – 0    | 15 000      |

##### 1984-es labdarúgó-Európa-bajnokság

###### Selejtező mérkőzés
| Időpont            | Helyszín                       | Mérkőzés típusa           | Mérkőzés                                             | Eredmény | Nézők száma |
| ------------------ | ------------------------------ | ------------------------- | ---------------------------------------------------- | -------- | ----------- |
| 1982. december 15. | Qemal Stafa Stadion, Tirana    | előselejtező (6. csoport) | Albánia–Északír labdarúgó-válogatott                 | 0 – 0    | 25 000      |
| 1983. október 12.  | Dalymount Park Stadion, Dublin | előselejtező (7. csoport) | Ír labdarúgó-válogatott–Holland labdarúgó-válogatott | 2 – 3    | 35 000      |

###### Európa-bajnoki mérkőzés
| Időpont          | Helyszín                                 | Mérkőzés típusa              | Mérkőzés                                     | Eredmény | Nézők száma |
| ---------------- | ---------------------------------------- | ---------------------------- | -------------------------------------------- | -------- | ----------- |
| 1984. június 19. | Geoffroy Guichard Stadion, Saint-Étienne | csoportmérkőzés (A. csoport) | Franciaország–Jugoszláv labdarúgó-válogatott | 3 – 2    | 45 789      |

#### Olimpiai játékok
Az 1980. évi nyári olimpiai játékok labdarúgó tornáján a FIFA JB bírói szolgálatra alkalmazta. Ha nem vezetett mérkőzést, akkor működő társának partbíróként segített. A kor elvárása szerint az egyes számú partbíró játékvezetői sérülésnél átvette a mérkőzés vezetését. Partbíróként 2 mérkőzésre, első pozícióban kapott küldést.
| Időpont          | Helyszín               | Mérkőzés típusa              | Mérkőzés         | Eredmény |
| ---------------- | ---------------------- | ---------------------------- | ---------------- | -------- |
| 1980. július 25. | Dinamo Stadion, Minszk | csoportmérkőzés (D. csoport) | Jugoszlávia–Irak | 1 – 1    |

#### Nemzetközi kupamérkőzések
Vezetett kupadöntők száma: 1.

##### Bajnokcsapatok Európa-kupája
A találkozót megelőzően a nézőtéri dulakodás következtében az elöregedett stadion nézőterén súlyos katasztrófa történt. A katasztrófában 38 (32 olasz) drukker életét vesztette. A mérkőzést csak többórás késéssel tudták megrendezi. 
| Időpont         | Helyszín                 | Mérkőzés típusa | Mérkőzés           | Eredmény | Nézők száma |
| --------------- | ------------------------ | --------------- | ------------------ | -------- | ----------- |
| 1985. május 29. | Heysel Stadion, Brüsszel | döntő           | Juventus–Liverpool | 1 – 0    | 59 000      |

## Külső hivatkozások
- André Daina. World Referee. [2016. március 4-i dátummal az eredetiből archiválva]. (Hozzáférés: 2015. december 19.)
- André Daina. footballzz.com. (Hozzáférés: 2015. december 19.)
- André Daina. scoreshelf.com. [2015. december 28-i dátummal az eredetiből archiválva]. (Hozzáférés: 2015. december 19.)
- André Daina. weltfussball.de. (Hozzáférés: 2015. december 19.)
- André Daina. football-lineups.com. [2009. március 27-i dátummal az eredetiből archiválva]. (Hozzáférés: 2015. december 19.)
- André Daina. national-football-teams.com. (Hozzáférés: 2015. december 19.)
- André Daina. eu-football.info. (Hozzáférés: 2015. december 19.)

| Elődje: Jean-Marie Macheret | Svájci labdarúgókupa döntő 1982–1983 | Utódja: Ulrich Nyffenegger |